# レイシー・デュヴァル

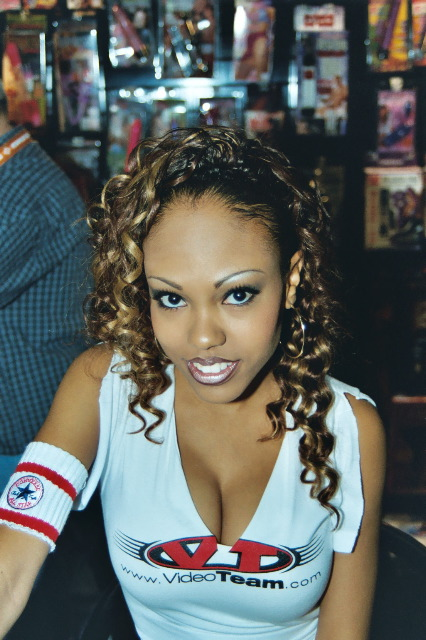
2003年のAEEにて。

レイシー・デュヴァル（Lacey Duvalle、1982年4月5日 - ）は、アフリカ系アメリカ人のポルノ女優。彼女は、18歳になる2000年に、ポルノ映画の世界に入った。

## 来歴
出生名シャノン・フランクリンとしてワシントンD.C.で生まれ、6歳のときに家族と共にロサンゼルスに転居した。18歳の時に「ペブルス」（Pebbles）という芸名で芸能活動を開始。ポルノ業界に入る前は看護師になるための勉強をしていた。
18歳の誕生日の2日後に撮影を開始した『More Black Dirty Debutantes 27』と『Black Cheerleaders 38』でポルノ界デビュー。すぐにオブセッション、ヴァネッサ・ブルー、ダイアナ・デヴォーなどのベテランと肩を並べる著名な黒人女優となった。ストレートとレズビアンの両方のシーンに長けていた。
ラッパー・ヒップホップアーティストのDondrell209は彼女の喘ぎ声をサンプリングした「Lacey Duvalle」と言う曲をリリースしている（アルバム『Dead Treez N Red Skyz Two』（2014年、ASIN B00IDFBBB6）に収録）。また同じくラッパーのチャールズ・ハミルトンもデュヴァルに捧げた曲「Lacy Duvalle」をリリースしている（アルバム『It's Charles Hamilton』（2018年、ASIN B07H5SQWKW）に収録）。

## 受賞とノミネーション
| 年     | 賞                | 結果       | 部門                                                                    | 作品            |
| ------ | ----------------- | ---------- | ----------------------------------------------------------------------- | --------------- |
| 2002年 | XRCO賞            | ノミネート | Starlet of the Year                                                     |                 |
| 2008年 | アーバンXアワード | 受賞       | Hall of Fame（殿堂入り）                                                |                 |
| 2009年 | アーバンXアワード | 受賞       | Best POV Sex Scene （マリオ・カッシーニ (Mario Cassinni) とともに受賞） | Tunnel Vision 3 |